# Ilfochrome
L'ilfocrom (també conegut com a cibachrome) és un procés fotogràfic de destrucció de colorant de positiu a positiu utilitzat per a la reproducció de transparències de pel·lícules en paper fotogràfic. A diferència de la base de paper tradicional, les impressions es fan sobre una base de polièster dimensionalment estable. Com utilitza 13 capes de colorants azoïcs segellades en una base de polièster, la impressió no s'esvaeix, es decolora ni es deteriora durant un temps prolongat. Les proves d'envelliment accelerat realitzades per Henry Wilhelm van valorar el procés com la producció d'impressions que, emmarcades sota vidre, durarien 29 anys abans que es poguessin detectar els canvis de color. Les característiques de les impressions Ilfochrome són la claredat de la imatge, la puresa del color i ser un procés d'arxiu capaç de produir una precisió crítica a la transparència original.

## Història
El procés de blanqueig de colorants en què es basava originalment el procés de Cibachrome va ser creat pels germans Gaspar i era anomenat Gasparcolor. Es va considerar vital per a l'esforç bèl·lic dels anys quaranta. Gaspar va rebutjar moltes ofertes per vendre els drets del seu procés i després de morir, Paul Dreyfus, que era el químic i tècnic de Gaspar, va anar a treballar per a CIBA AG. Quan es van acabar les patents, va desenvolupar el procés per a Cibachrome. (Frozen Moments - Richard C. Miller) A la dècada de 1960, el procés Cibachrome va ser dissenyat originalment per la Ciba Geigy Corporation de Suïssa. Ciba va adquirir Ilford l'any 1969, i la va vendre a International Paper el 1989; el 1992 el producte va ser rebatejat com a "Ilfochrome". Col·loquialment, però, el procés encara es coneix com "Cibachrome".
Abans de 2004, Ilford Ltd tenia dos llocs de fabricació principals: Mobberley al Regne Unit, on es feien la majoria de productes tradicionals, i Fribourg (Friburg) a Suïssa, on es fabricaven els papers Ilfochrome i Ilfocolor, així com els papers d'injecció de tinta. La part del Regne Unit va estar subjecta a una compra de gestió i l'operació suïssa (Ilford Imaging Switzerland GmbH) es va vendre al grup de paper japonès Oji l'any 2005 i a Paradigm Global Partners LLP el 2010. La planta suïssa va conservar el nom Ilford, mentre que l'operació del Regne Unit es va inaugurar amb el nom de HARMAN, influenciat pel nom del fundador de l'original Britannia Works. Ilford Photo HARMAN Technology Ltd encara té la llicència per utilitzar la marca i el logotip Ilford en productes existents anteriorment, mentre que els nous productes porten el nom de Harman.
L'any 2012, com a resposta a la disminució de la demanda del mercat atribuida a la popularitat creixent de la creació d'imatges digitals, Ilford va anunciar la seva producció final d'Ilfochrome Classic.

## Característiques
Ilfochrome es distingeix dels altres papers d’impressió fotogràfica, tant analògics com digitals, per una sèrie de característiques combinades que fan que destaqui per sobre els altres. La base del paper està feta de polièster (Melinex de DuPont) i té una estabilitat dimensional excepcional: és molt plana i resistent. El paper és químicament inert i presenta un blanc neutre brillant, fonamental per a una bona reproducció del color. La capa superficial d'Ilfochrome és excepcionalment llisa, donant a les impressions un acabat brillant. Les impressions, fins i tot, poden presentar un aspecte gairebé metàl·lic degut al reflexe de la llum direccional en el material.
La característica més important d'Ilfochrome són els seus colorants Azo. Incrustats al paper, aquests colorants cian, magenta i groc són extremadament purs i estables. Els tints donen imatges amb una saturació i una tonalitat excel·lents. Les impressions són molt nítides, l'alta resolució d'imatge, resultat de les característiques anti-dispersió de la llum dels propis tints. I, amb una il·luminació adequada, les impressions tenen la sensació que s'il·luminen des de dins, invocant una forta sensació de dimensionalitat única per a tots els gravats fotogràfics.

### El paper
El paper utilitzat per fer còpies a ILFOCHROME es pot aconseguir en acabat Alt Brillantor o Perla. També es pot adquirir material de base transparent per exhibir fotos sobre vidre, expositors, etc. El tipus més recomanable és l'ILFOCHROME CLASSIC de Luxe (CLM 1.K Contraste Mitjà). És de base blanca de polièster, amb una extremada brillantor que aporta un acabat professional de luxe. Ilford ven tots aquests materials en sobres de diverses mides i quantitats.

### Els filtres
Els filtres són fulles d'acetat acolorides. Es venen amb una mida estàndard, per tal de retallar-los perquè es puguin adaptar al caixetí de cada ampliadora. El Llibre de Filtres comprèn filtres de color Groc (Y), Magenta (M) i Cián (C), amb gradacions de 05, 10, 20, 30, 40 i 50, a més d'un filtre Ultraviolat (UV). Tots ells estan retolats en un extrem per identificar-los.

## Avantatges
La composició de l'emulsió utilitzada a les impressions Ilfochrome és responsable de la puresa del color, la claredat de la imatge i la permanència de l'arxiu. Els colorants azoics, que proporcionen colors vius estables, s'incorporen a l'emulsió Ilfochrome i es blanquegen durant el processament. Com que els colorants es troben a l'emulsió més que a la química
, la imatge també és molt més nítida i clara perquè els tints creen una capa anti-dispersió de la llum que evita que la imatge es difongui quan es veu. Com que els colorants azoics són molt més estables que els colorants cromogènics, les impressions fetes per aquest procés són de qualitat d'arxiu i les galeries i els col·leccionistes d'art informen que no s'esvaeixen a la llum normal.

## Ús directe en càmera
Ilfochrome també era utilitzat per a la captura d'imatges directament dins d'una càmera de gran format o d'ultra gran format. Això va crear una fotografia positiva original única, en la qual el subjecte s'inverteix esquerra-dreta, tret que s'utilitzi un mirall o un prisma davant de la lent de la càmera. Es necessitava una exposició molt més llarga que amb les pel·lícules o plaques dissenyades per utilitzar-les en una càmera. Així doncs, el procediment s'assemblava al lent daguerreotip i ambrotype, processos de positius en blanc i negre utilitzats en la dècada de 1850.